# Neudau
Neudau é um município da Áustria, situado no distrito de Hartberg-Fürstenfeld, no estado da Estíria. Tem 13,69 km² de área e sua população em 2019 foi estimada em 1.502 habitantes.